# Kyselina 4-hydroxyfenylpyrohroznová
Kyselina 4-hydroxyfenylpyrohroznová je meziprodukt metabolismu aminokyseliny fenylalaninu. Aromatický vedlejší řetězec fenylalaninu se hydroxyluje působením enzymu fenylalaninhydroxylázy na tyrosin, po čemž následuje přeměna tyrosinu na kyselinu 4-hydroxyfenylpyrohroznovou za katalýzy tyrosinaminotransferázou; tato kyselina se dále mimo jiné převádí na kyselinu homogentisovou.
Kyselina 4-hydroxyfenylpyrohroznová je také meziproduktem biosyntézy skytoneminu.